# Erzbistum Chongqing

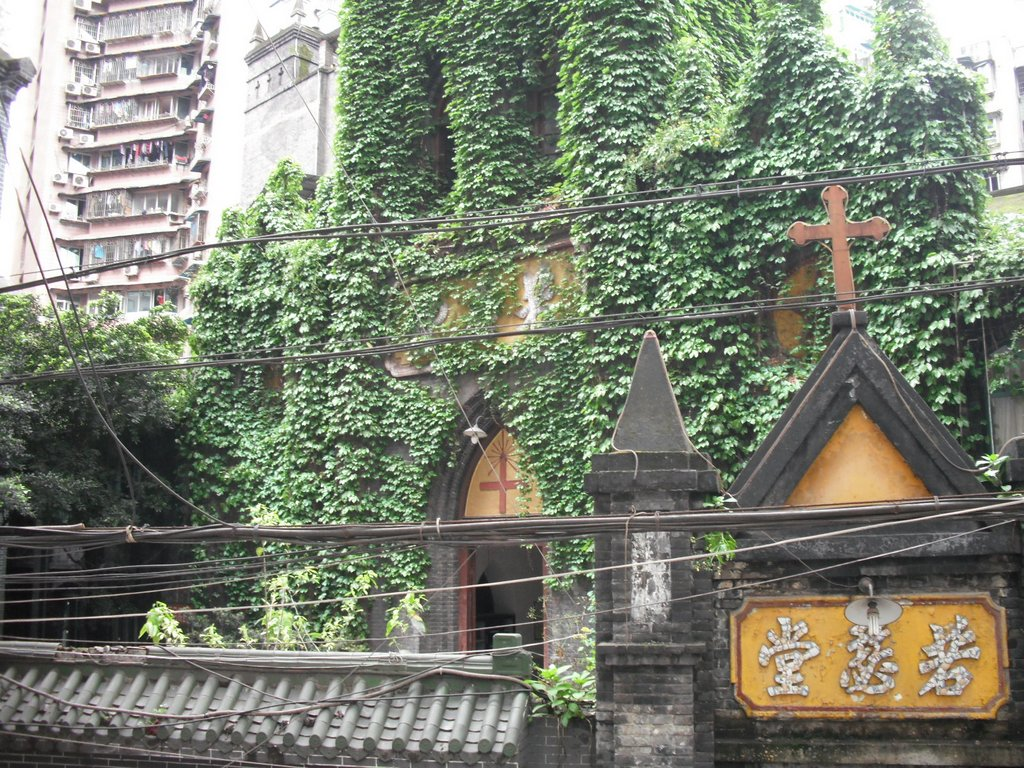
Kathedrale hl. Joseph

Das in der Volksrepublik China gelegene römisch-katholische Erzbistum Chongqing (lat. Archidioecesis Ciomchimensis) wurde am 2. April 1856 als Apostolisches Vikariat Se-Ciuen begründet und wechselte am 3. Dezember 1924 seinen Namen auf Chungking. Dienstsitz ist Chongqing.
Als es am 11. April 1946 zum Erzbistum erhoben wurde, zählte das 350.000 km² große Bistum 1950 37.608 Katholiken (0,3 %) in 42 Pfarreien mit 42 Diözesanpriestern, 6 Ordensbrüdern und 114 Ordensschwestern.
Der Erzbischof ist Metropolit der Bistümer Chengdu, Kangding, Kiating, Xichang, Nanchong, Yibin, Wanzhou. Heute ist das Erzbistum sede vacante.

## Apostolische Vikare
- Eugène-Jean-Claude-Joseph Desflèches, MEP (1856–1883)
- Eugène-Paul Coupat, MEP (1883–1890)
- Célestin-Félix-Joseph Chouvellon, MEP (1891–1924)

## Erzbischöfe
- Louis-Gabriel-Xavier Jantzen, MEP  (Apostolischer Vikar: 1925; Erzbischof: 1946–1950)
- Gegenerzbischof Shi Ming-liang (石明良) (1963 - 1978)
- Gegenerzbischof Simon Liu Zong-yu (1981 - 1992)
- Peter Luo Bei-zhan (1993 – 2001).
- Sedisvakanz (seit 2001)